# Paul Sauvage (labdarúgó)
Paul Sauvage (La Souterraine, 1939. március 17. – Bordeaux, 2019. december 17.) francia válogatott labdarúgó.
A francia válogatott tagjaként részt vett az 1960-as Európa-bajnokságon.

## Sikerei, díjai
Stade de Reims
- Francia bajnok (1): 1961–62